# Avtomobilist Yekaterinburg
Avtomobilist Yekaterinburg é um clube de hóquei no gelo profissional russo sediado em Yekaterinburg. Eles são membros da Liga Continental de Hockey.

## História
Fundando originariamente como Dinamo-Energija Yekaterinburg em 2006.
São membros da Liga Continental de Hockey desde a segunda temporada.